# Марко Асенсио
Марко Асенсио Вилемсен (шп. Marco Asensio Willemsen; Палма де Маљорка, 21. јануар 1996) професионални је шпански фудбалер који тренутно наступа за Астон Вилу на позајмици из Пари Сен Жермена и репрезентацију Шпаније на позицији везног играча.

## Трофеји
Реал Мадрид
- Првенство Шпаније (3) : 2016/17, 2019/20, 2021/22.
- Куп Шпаније (1) : 2022/23.
- Суперкуп Шпаније (2) : 2017, 2021/22. (финале: 2022/23)[3]
- Лига шампиона (3) : 2016/17, 2017/18, 2021/22.
- Суперкуп Европе (3) : 2016, 2017, 2022.
- Светско клупско првенство (4) : 2016, 2017, 2018, 2022.

Пари Сен Жермен
- Првенство Француске (1) : 2023/24.
- Куп Француске (1) : 2023/24.
- Суперкуп Француске (2) : 2023, 2024.

Репрезентација Шпаније до 19
- Европско првенство до 19 (1) : 2015.

Репрезентација Шпаније до 21
- Европско првенство до 21 године: (финале: 2017).[4]

Репрезентација Шпаније до 23
- Летње олимпијске игре:  (финале:  2020).[5]

Репрезентација Шпаније
- Лига нација (1) : 2022/23. (финале: 2020/21)[6]